# Anapausa rugifrons
Anapausa rugifrons är en skalbaggsart som beskrevs av Stefan von Breuning 1951. Anapausa rugifrons ingår i släktet Anapausa och familjen långhorningar. Inga underarter finns listade i Catalogue of Life.